# ルシニク

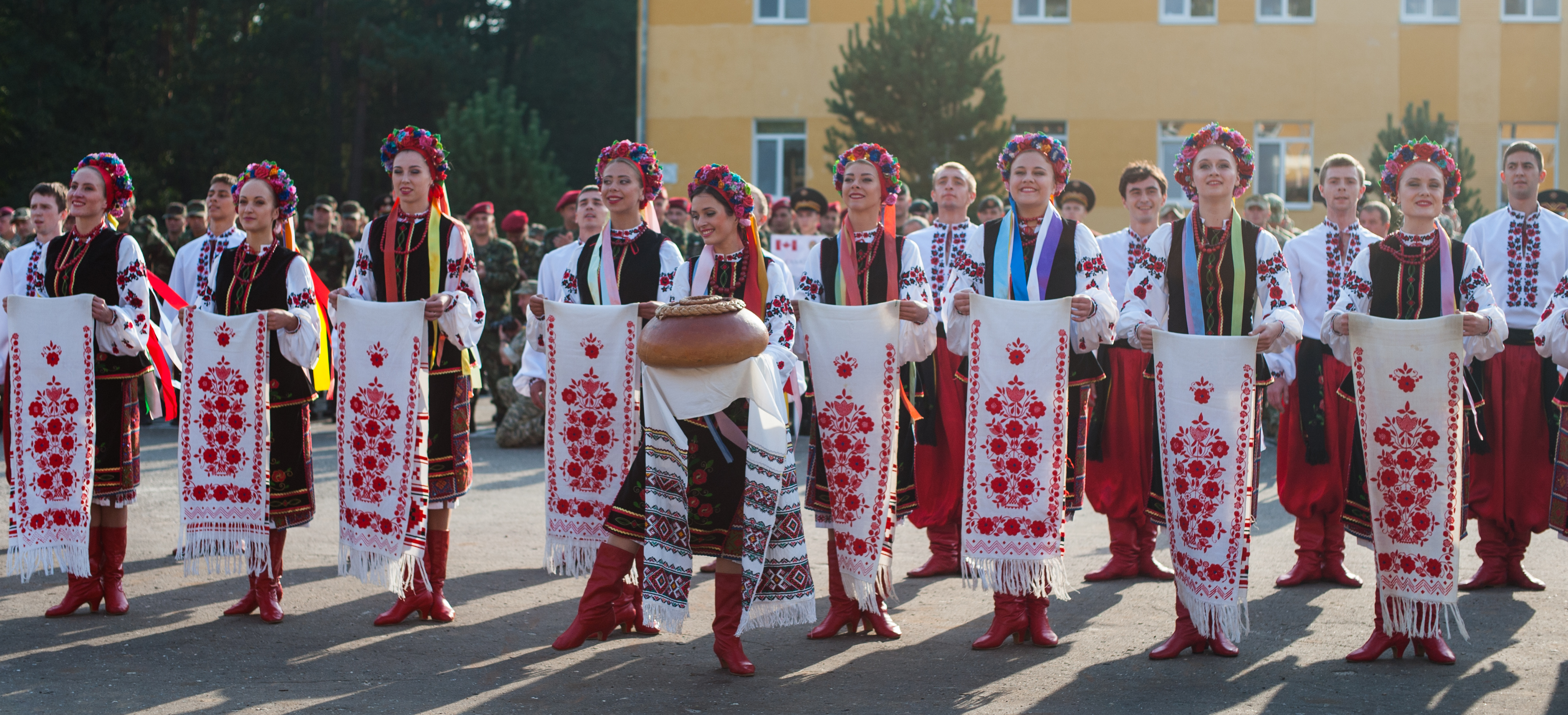
伝統的な衣装と、パンと塩、ルシニクで歓迎するウクライナの女性たち

ルシニク（ウクライナ語: рушни́к、ロシア語: рушни́к、ベラルーシ語: ручні́к）は、ウクライナ、ロシア、ベラルーシなどの東スラヴの国々において儀式や宗教行事、冠婚葬祭に使用される伝統的な繊維製品である。国や地方ごとに独特の意匠、模様がある。主に亜麻布で作られ、模様は生地に織り込むか刺繍で入れられる。
この語そのものは通常のタオルの意味にも用いられるが、祭具のルシニクは生活用品としての使用は意図されていない。
本稿では主にウクライナにおけるルシニクについて記述する。

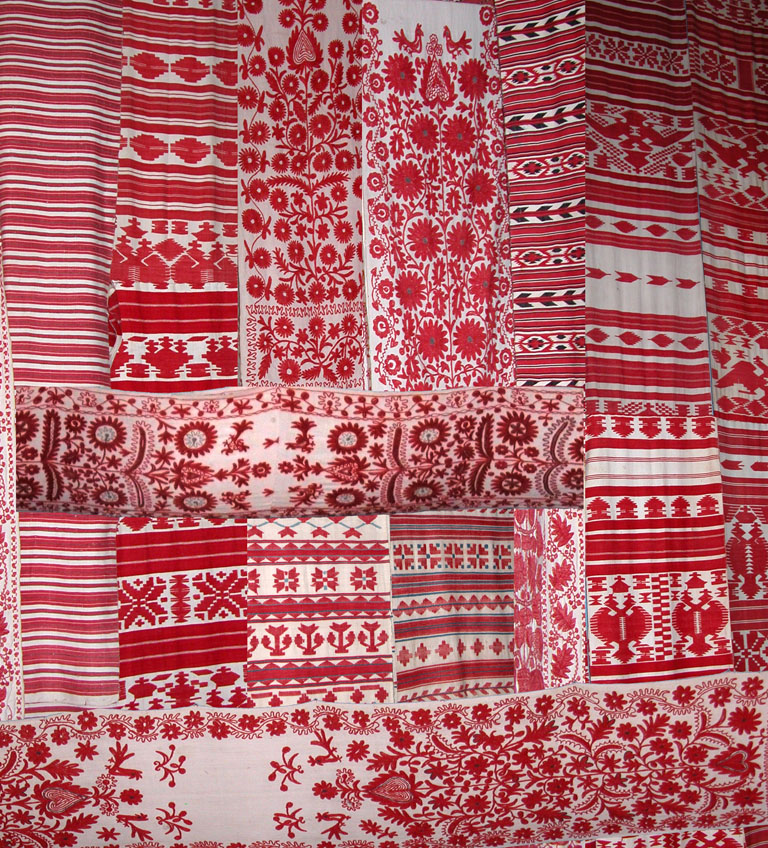
ペレヤスラウのルシニク博物館での展示の一つ

## 歴史
ルシニクについての最古の記述は、キエフ・ルーシの時代にさかのぼる。キエフ年代記には、春になると木々に「ウブルシ（убруси）」と呼ばれるタオルを吊るす習慣があったことが記されている。刺繍で装飾され、豊穣の象徴であり崇拝の対象であった。ニコライ・カラムジンは著作『ロシア国家史』の中で、タオルを木の枝に掛けて崇拝するスラブ人の習慣について記している。この習慣は近年でもみられ、例えば1970年代のポリーシャでは、村の郊外にある松の木にタオルやハンカチが掛けられていた。当時その村には教会がなかったため、この木が聖なるものとして選ばれ人々が「贈り物」を持ち寄るようになったのである。

クロレヴェツのルシニクに描かれた植物の絵柄

中世には、体の前後を覆う基本的な服装として、あるいは貨幣の単位として使われた。
スームィ州地域では古くから織物が行われていたが、1600年代初頭にクロレヴェツ市が設立されて以降ルシニクの生産が発展した。タラス・シェフチェンコはクロレヴェツのルシニクを見て自分の結婚式のために注文したと伝わっている。1936年のパリでの品評会では、クロレヴェツのルシニクが金賞を獲得している。
1800年代後半から1900年代初頭にかけて、東欧からカナダへ多くの移民が渡ったが、そのわずかな所持品の中にルシニクが含まれていたという。

## 特徴

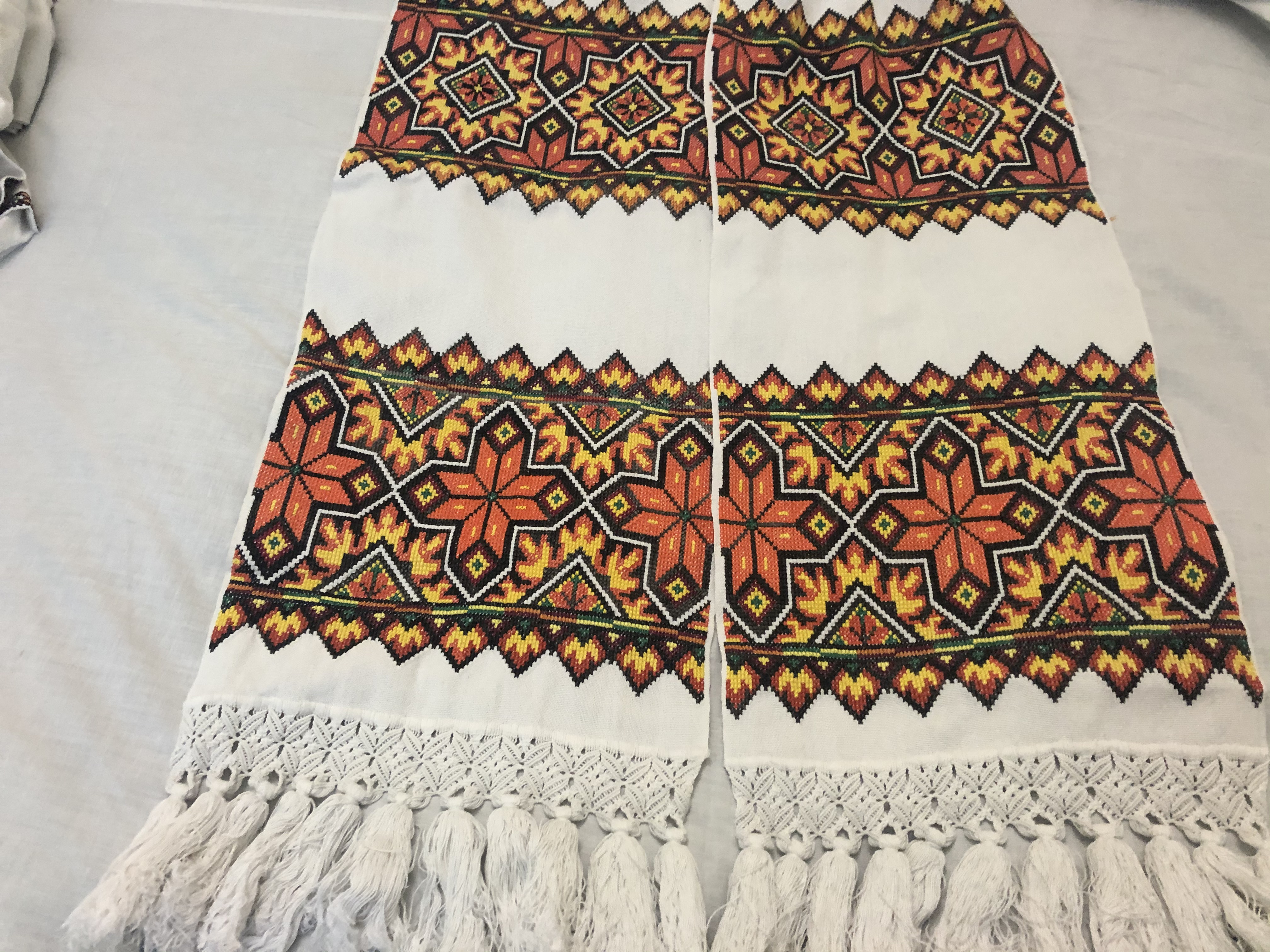
テルノーピリ州のヴィウシャ村のルシニク

ルシニクは長方形の布で、亜麻や麻で手紡ぎしたものが望ましいとされる。サイズは国や地域によって異なり、幅20–50cm、長さ1–4mである。ウクライナではポジーリャでは150–180cmと短め、キーウ、ポルタヴァ、チェルニーヒウ、チェルカースィでは3m以上の長さとなる。長方形の形は人生の旅路を表し、神と人を媒介するものと信じられている。

### デザイン
神聖な色とされる白地の生地に、赤、黒、青などで模様が入る。その模様や色は生命のサイクルを表わし、大きな力が宿るとされる。赤はエネルギーに満ちた強い色、黒は大地を示し、青は水や女性を表す。黄色やグレーが使用されることもある。ポルタヴァのルシニクでは鮮やかな赤、右岸ウクライナでは、黒と赤がよく使われる。
さまざまなデザインがあり、古くは幾何学的なもの、現代では花などの植物や鳥をモチーフにしたものが多い。
ウクライナのルシニクで最も一般的なシンボルは「生命の木」である。そのほか、ガマズミ（セイヨウカンボク）、オーク、葡萄、ケシ、ユリ、バラ、ホップ、マリーゴールドなどの植物が描かれる。スラブ人の神話に伝わる女性の守護神ベレギニアは、ルシニクでは神秘的な花として描かれる。孔雀、ツバメ、ハヤブサ、ハト、ニワトリなど、鳥はペアで配置するのが基本である。太陽、大地、星、王冠、指輪、十字架なども描かれる。「幸運、幸せ」を意味する「щастя」など、言葉が描かれることもある。

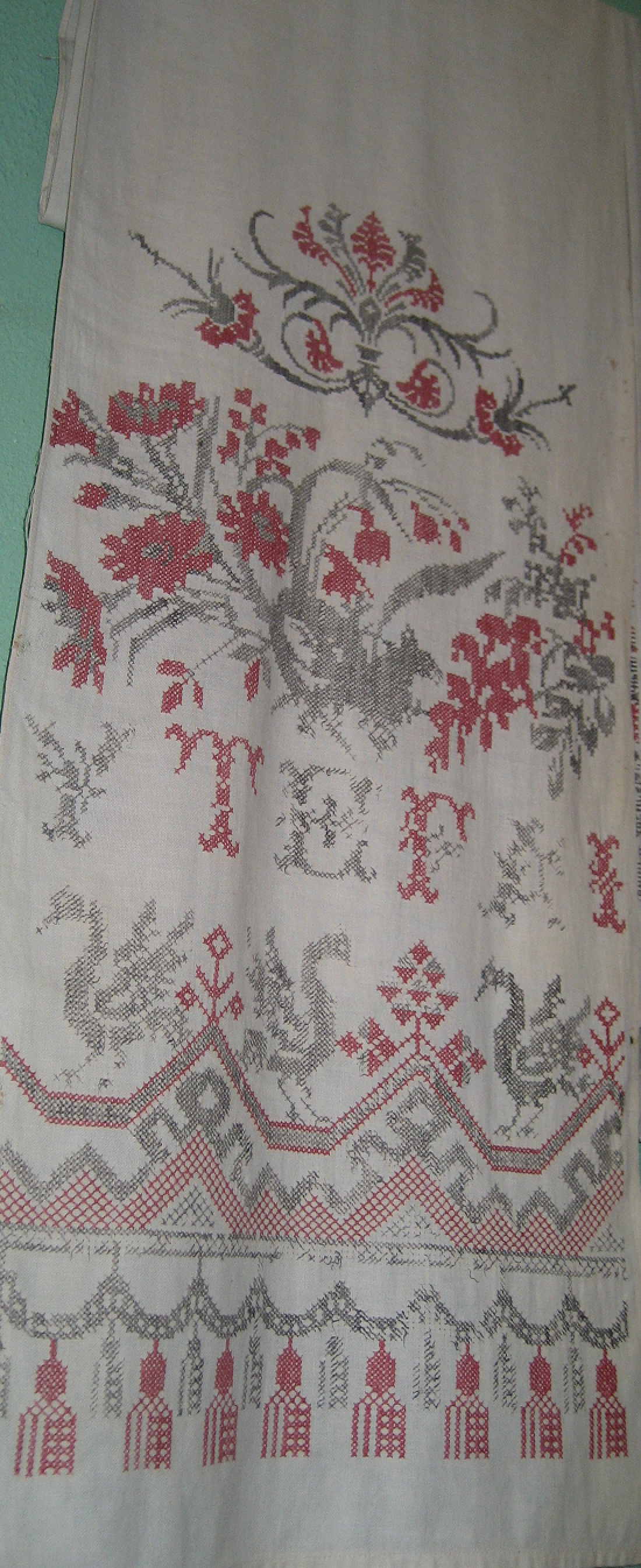
婚礼に使われたルシニク

キーウ、ポルタヴァ、チェルニーヒウでは花瓶のような形で縦に並んだ花柄が一般的である。ポジーリャでは幾何学的な模様が平行に刺繍されているのが特徴である。ヴォルィーニでは赤と青の幾何学模様がみられる。プリカルパティアでは黒、赤、黄色が主流で、ブコヴィナやテルノーピリでは刺繍がふんだんに施される。
ソ連時代には伝統的なデザインの他に、ウラジーミル・レーニンやヨシフ・スターリンの肖像画、五芒星、鎌と槌など政治スローガンを描いた新しいデザインも登場した。

## ゆりかごから墓場まで
ルシニクは人が生まれてから死に至るまでのさまざまな場面で登場する。
赤ん坊が生まれると人々はルシニクを贈り、赤ん坊を包んだり、寝床として用いる。ゆりかごを守るためにかぶせることにも用いた。洗礼で聖水で清められた子を包み、その子の最初のシャツを縫うためにも用いられた。
軍隊への入隊など息子が新しい生活に向かうとき、母親がルシニクを贈った。長い間故郷を離れるときにはルシニクを持参した。
ルシニクは男女の縁談や結婚において特に重要な意味を持つ。結婚式では若いカップルの手を結ぶのに使われるほか、教会の礼拝で新郎新婦はルシニクの上に立ち祝福を受ける。先にルシニクの上に立った者がその家庭の主導権を取るとされている。結婚式のパンであるコロヴァイはルシニクとともにテーブルに置かれる。結婚式のルシニクには、生命の木と対になった鳥が描かれるのが通例である。ウクライナでは男女の引き合わせに関してルシニクという語を用いたさまざまな表現がなされ、ルシニクと婚礼との結びつきが見て取れる。
死の場面でもルシニクが登場する。葬儀の際に故人の体や棺を覆い、墓に下ろすために用いられ、葬儀の後はルシニクは持ち帰って弔いの印として門や窓に掛けられる。

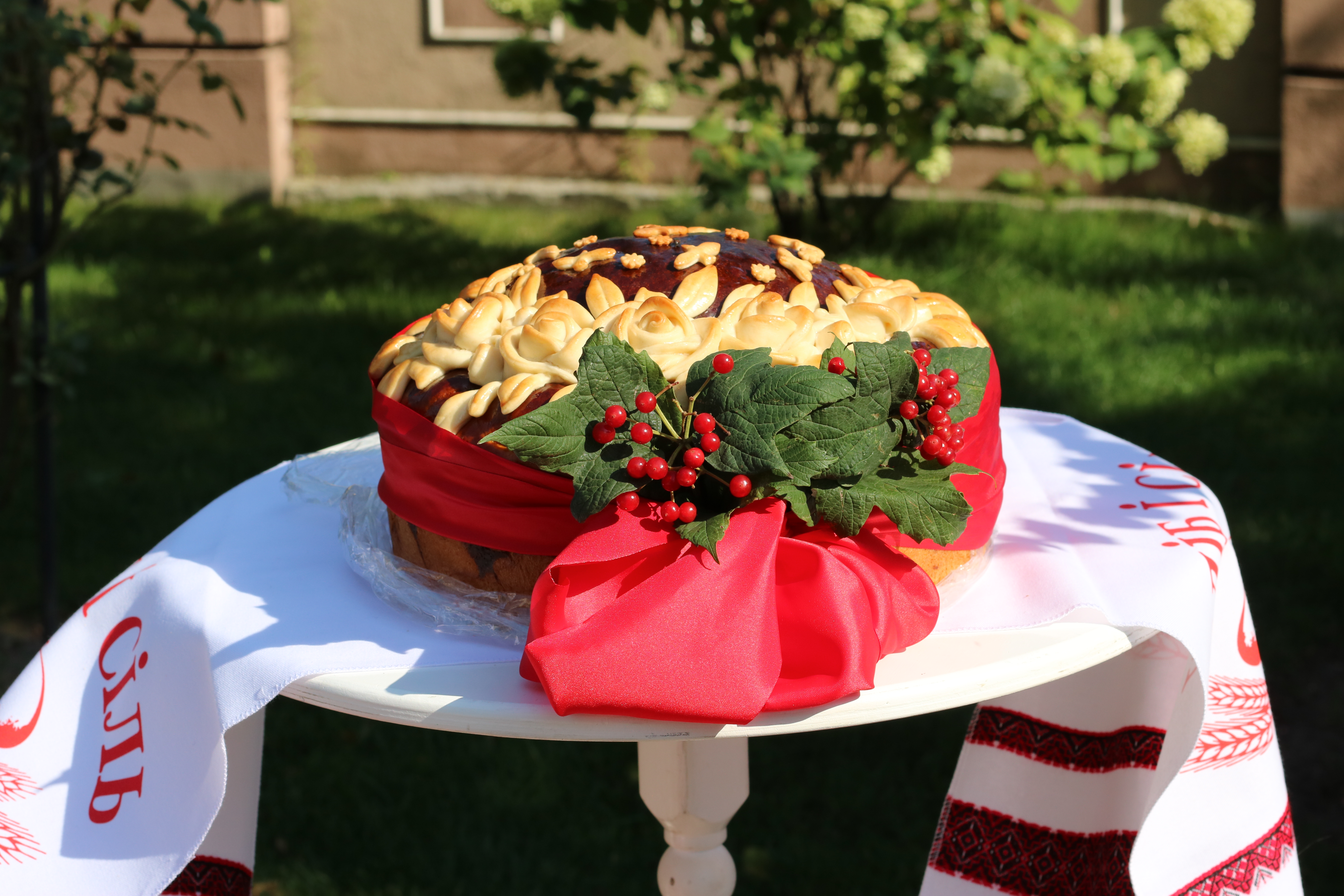
パンとルシニク（2020年、キーウ）

古来より今日に至るまで、パンとルシニクは対になっている。パンはルシニクを必要とし、ルシニクで覆われていない裸のテーブルには決してパンを置いてはならないとされている。
ルシニクは今でも親善ともてなしのシンボルとして残っており、賓客はルシニクにパンと塩を載せて迎えられた。ルシニクを受け取り、パンにキスをすることで、調和と心の一致を表した。
ウクライナ全土で、ルシニクを家に飾る伝統が地域ごとに発達している。かつては小屋だけでなく、教会、村議会、学校など、公共の建物にも飾られていた。思い出の品や記念日、イコンにルシニクを飾る習慣がある。

## 展示
ウクライナの多くの博物館でルシニクのコレクションが所蔵されている。最大のものはリヴィウの民族学工芸博物館のものであり、キーウのイワン・ホンチャー博物館にも多くのコレクションが収蔵されている。ペレヤスラウにはルシニクを特に扱う博物館（ウクライナ・ルシニク博物館）がある。

## ギャラリー

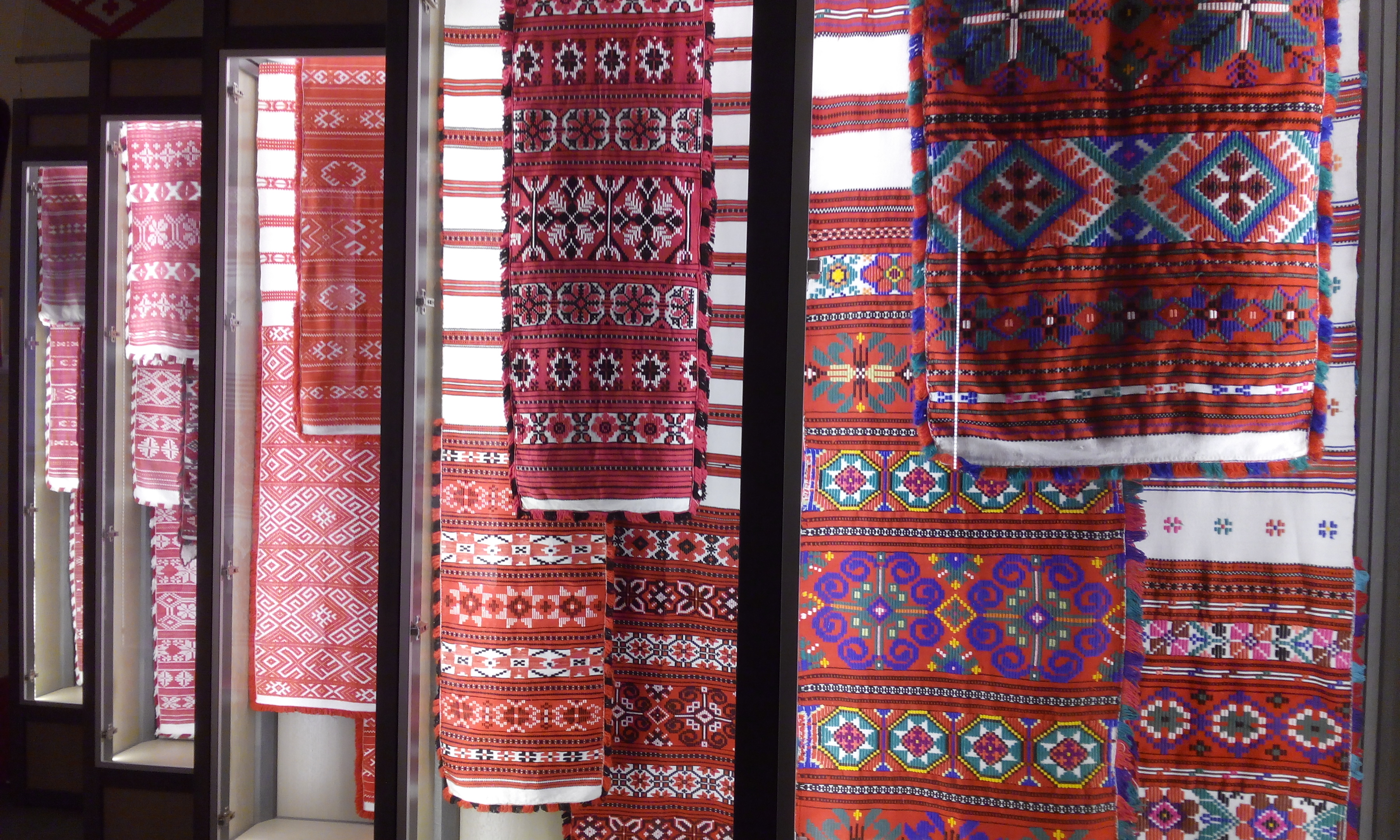
ベラルーシのルシニク
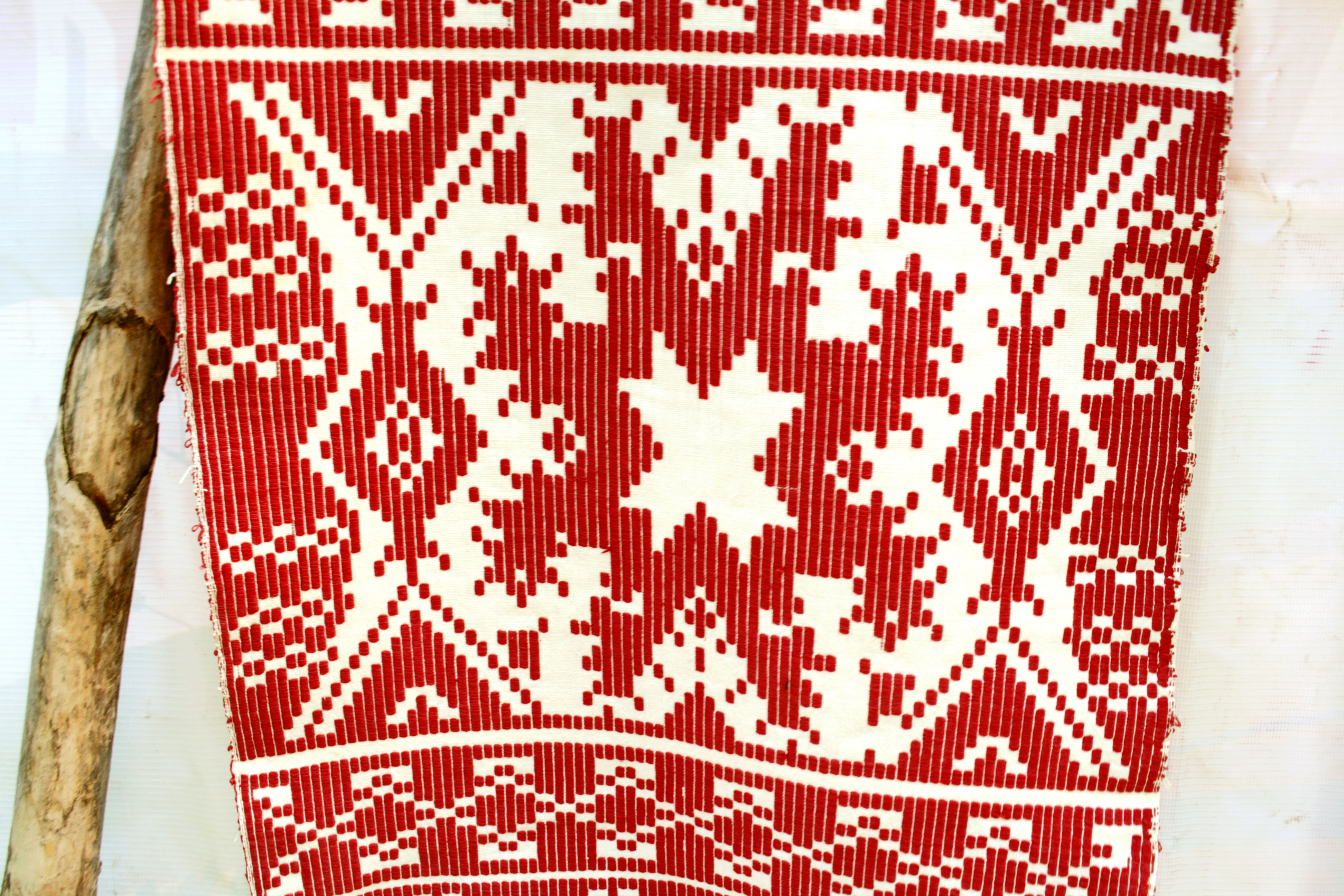
ベルゴロドのルシニク
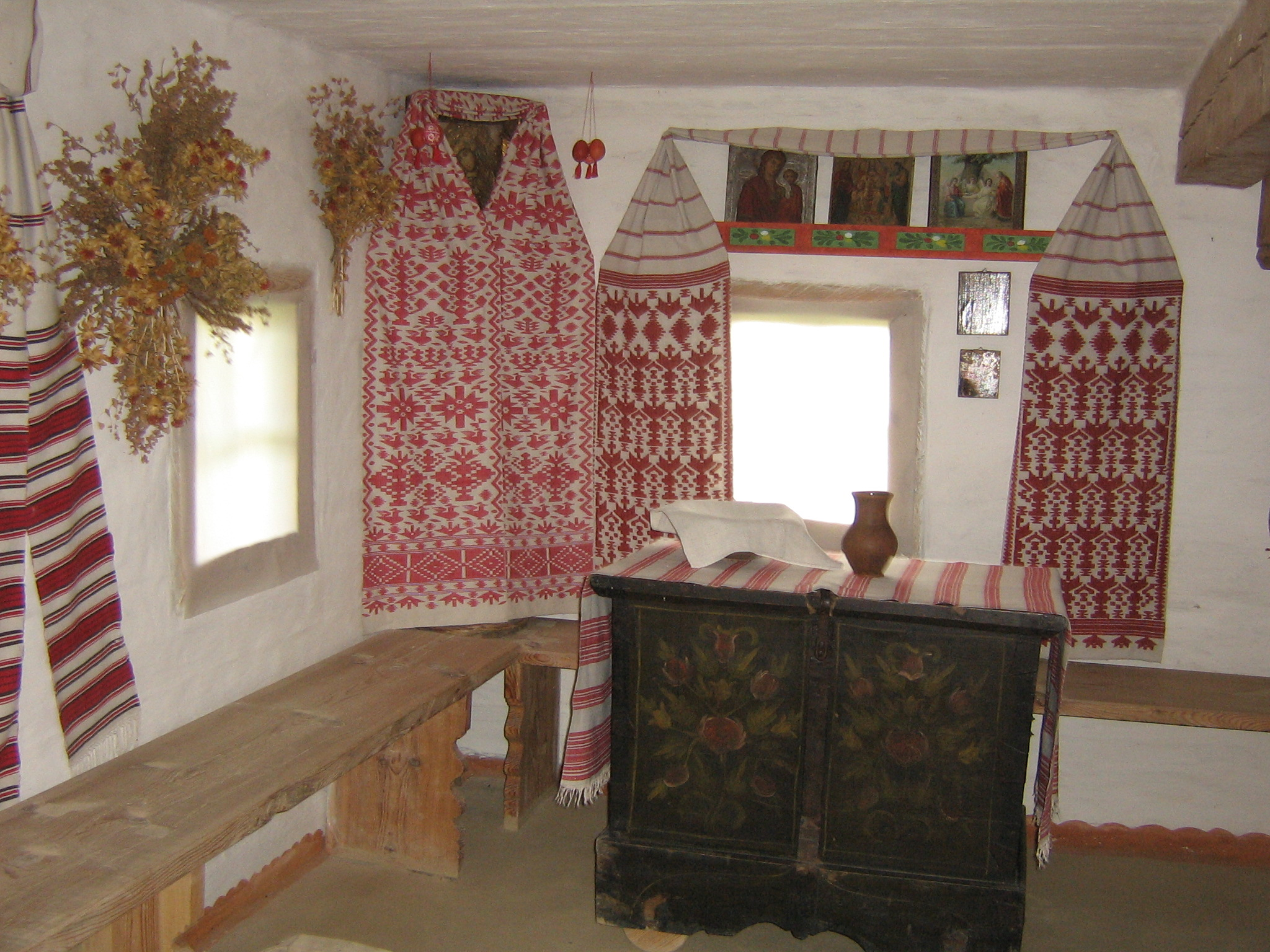
ルシニクで装飾された室内
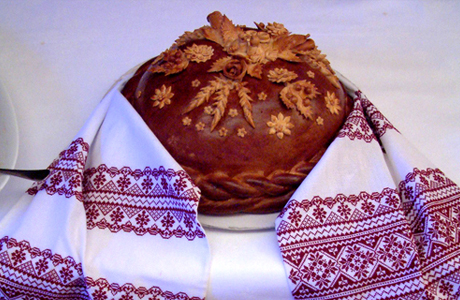
パンとルシニク